# Анос (князь Абазгии)
А́нос (абх. Анас) — князь абазгов и   основатель династии Аносидов упомянутые в «Диване абхазских царей» (Архонт). Считается родоначальником рода Ачба и Лоо